# Брент Федик
Брент Ентоні Федик (англ. Brent Anthony Fedyk; 8 березня 1967, м. Йорктон, Канада) — канадський хокеїст, лівий нападник.
За походженням українець. Виступав за «Реджайна Петс» (ЗХЛ), «Сіетл Тандербердс» (ЗХЛ), «Портленд Вінтергокс» (ЗХЛ), «Адірондак Ред-Вінгс» (АХЛ), «Детройт Ред-Вінгс», «Філадельфія Флайєрс», «Даллас Старс», «Мічиган К-Вінгс» (ІХЛ), «Детройт Вайперс» (ІХЛ), «Цинциннаті Сайклонс» (ІХЛ), «Нью-Йорк Рейнджерс», «Кассель Хаскіс».
В чемпіонатах НХЛ — 470 матчів (97+112), у турнірах Кубка Стенлі — 16 матчів (3+2).
Досягнення
- Володар Кубка Колдера (1989)